# Fiat Linea
A Fiat Linea (Tipo 323) egy alsó középkategóriás autó, mellyel a Fiat elsősorban a fejlődő országok piacain igyekezett nagyobb népszerűséget szerezni. Gyártása 2007. március 26-án kezdődött meg, a Tofaş bursai üzemében, Törökországban. Lineát a Fiat központjában tervezték, de a fejlesztési feladatokból a Tofaş és a Fiat do Brasil is kivette a részét. A Fiat Grande Punto padlólemezére épülő kocsi egyaránt tekinthető a Fiat Marea és Fiat Albea utódjának is, bár utóbbit a Linea megjelenése után még évekig gyártották. A modellt 2015-ben vonultatta vissza a Fiat, helyét az új Tipo vette át.

## Modelltörténet
A Fiat Linea a GM Fiat Small balkormányos padlólemezére épül, csakúgy, mint a Fiat Grande Punto. Tengelytávja 2603 mm, teljes hossza pedig 4560 mm, ami 100, illetve 500 mm-rel haladja meg a Grande Punto méreteit.
2007-es törökországi bemutatásakor a Linea csak 1,4 literes Fire benzin- és 1,3 literes Multijet dízelmotorral volt kapható, a 120 lóerős 1,4 literes Turbojet, illetve a 105 lóerős 1,6 literes dízel csak valamivel később jelent meg. A török Tofaş gyárban készült darabok legnagyobb része a saját piacon került értékesítésre, míg a fennmaradó rész Európa egyéb országaiba került, csakúgy, mint a Tatárföldi üzemben összeszerelt autók.
Brazíliában 2008 szeptemberében mutatták be a Lineát, melyhez egy kizárólag az ottani piacra kifejlesztett 1,9 literes, 16 szelepes, 130 lóerős flexibilis üzemanyag-felhasználású Torque motor járt, mely benzinnel, etanollal, illetve ezek különböző arányú keverékével is képes volt üzemelni. Emellett egy 1,4 literes, 16 szelepes, kizárólag benzinnel üzemelő Turbojet erőforrás is választható volt hozzá, mely az európai Grande Punto Abarthokhoz is kapható volt.
2010-ben (a 2011-es modellévben) a brazil modellekben az 1,9 literes Torque motort leváltotta egy új, 1,8 literes, 16 szelepes E.torQ egység, melynek alapjául az az 1,6 literes, 16 szelepes SOHC vezérlésű Tritec motor szolgált, melyet a Mini Cooperben és a Chrysler PT Cruiserben is alkalmaztak. Ezt a hajtásláncok fejlesztésével foglalkozó Fiat Powertrain Technologies átalakította, hengerűrtartalmát 1598-ról 1747 cm³-esre bővítette és a piac elvárásainak megfelelően flexibilis üzemanyag-felhasználásúvá tette. Maximális teljesítménye megegyezett a korábbi Torque motoréval, de már kisebb fordulatszámon elérte azt, forgatónyomatéka pedig 183 Nm-ről 185 Nm-re nőtt. A változtatásnak nem teljesítménybeli okai voltak, sokkal inkább stratégiai szempontból tartotta fontosnak a Fiat, hogy a latin-amerikai modellekbe egységesen E.torQ erőforrások kerüljenek.

## Multimédia rendszerek
A Lineát Microsoft Windows Mobile alapú Blue&Me hangvezérlésű infotainment rendszerrel szerelték, mely képes volt több nyelven is felismerni a kapott utasításokat. A rendszer lehetővé tette a csatlakoztatott okostelefon telefonkönyvében való barangolást, az SMS-ek felolvasását, illetve megjelenítését, valamint a hangrendszer kezelését, kizárólag szóbeli parancsokon keresztül. A beépített USB-csatlakozón keresztül különböző adathordozók is csatlakoztathatók voltak, az azokon lévő hangfájlokat pedig a Blue&Me Windows Media Playere segítségével lehetett lejátszani.
Brazíliában a Blue&Me rendszer extraként beépített GPS navigációs rendszerrel is rendelhető volt. Ez a hagyományos navigációs rendszerekhez hasonlóan szóbeli és vizuális utasításokat is adott a vezetőnek, de nem érintőképernyős, hanem hangvezérelt volt. Az úti cél megadása és az egyéb funkciók aktiválása mind szóban történt, de a multifunkciós kormányon elhelyezett gombok segítségével is lehetett navigálni a menürendszerben. A Linea volt az első autó a brazil piacon, mely beépített navigációs rendszerrel volt megvásárolható.

## Motorok
| Motor               | Elrendezés         | Hengerűrtartalom | Teljesítmény               | Nyomaték         | 0–100 km/h, s | Végsebesség |
| ------------------- | ------------------ | ---------------- | -------------------------- | ---------------- | ------------- | ----------- |
| 1.4 – 8v            | soros négyhengeres | 1368 cm³         | 76 LE (57 kW) @ 6000 rpm   | 115 Nm @3000 rpm | 14,6          | 165 km/h    |
| 1.4 – 16v           | soros négyhengeres | 1368 cm³         | 89 LE (66 kW) @ 6000 rpm   | 115 Nm @4500 rpm | 13,6          | 182 km/h    |
| 1.3 Multijet 16v    | soros négyhengeres | 1248 cm³         | 89 LE (66 kW) @ 4000 rpm   | 200 Nm @1750 rpm | 13,8          | 170 km/h    |
| 1.6 Multijet 16v    | soros négyhengeres | 1598 cm³         | 104 LE (77 kW) @ 4000 rpm  | 290 Nm @1500 rpm | 11,0          | 190 km/h    |
| 1.4 16v T-Jet       | soros négyhengeres | 1368 cm³         | 118 LE (88 kW) @ 5000 rpm  | 206 Nm @1750 rpm | 9,2           | 195 km/h    |
| 1.4 16v T-Jet       | soros négyhengeres | 1368 cm³         | 150 LE (112 kW) @ 5500 rpm | 207 Nm @2250 rpm | 8,5           | 203 km/h    |
| 1.9 16v Flex        | soros négyhengeres | 1839 cm³         | 130 LE (97 kW) @ 5750 rpm  | 183 Nm @4500 rpm | 10,5          | 188 km/h    |
| 1.8 16v E.torQ Flex | soros négyhengeres | 1747 cm³         | 130 LE (97 kW) @ 5250 rpm  | 185 Nm @4500 rpm | 9,9           | 192 km/h    |

## A Fiat Linea Indiában
A Fiat a Lineával tért vissza az indiai piacra, ahol Active, Dynamic, Emotion és Emotion Pack felszereltségi csomagokkal kínálta a modelleket, melyeket nem csak árultak az országban, de ott is gyártották őket, Púna városában. Eleinte 1,4 literes benzines Fire, valamint 1,3 literes dízel Multijet motorokkal volt kapható, később azonban megjelent az 1,4 literes Turbojet változat is a kínálatban. Az alapfelszereltségbe tartozott a Blue&Me rendszer, a két hátsó szellőzővel rendelkező automata klímaberendezés, a sebességérzékelős ablaktörlők és automata hangerőszabályzó, valamint a fejlett vezetőtájékoztató rendszer is.

### Fiat First
2005. október 15-én a Fiat elindította Indiában a Fiat First programját, melynek keretein belül a 2+2 éves garancia mellé 50 hónapig folyamatosan rendelkezésre álló autómentő szolgáltatást kaptak a Linea és Grande Punto vásárlók. Ez magában foglalta az azonnali defektjavítást, általános alkatrészek cseréjét, bonyolultabb hiba vagy baleset esetén pedig a vontatást. Erre azért volt szükség, hogy a Fiat modellek népszerűsége nőjön az olyan riválisokkal szemben, mint a Honda City, a Ford Fiesta 1.6S, a Hyundai Verna és a Maruti Suzuki SX4.

## Külső hivatkozások
- Fiat Linea vételi tanácsadó